# Adivinha o Quanto Eu Gosto de Ti (série de TV)
Adivinha o Quanto Eu Gosto de Ti (também conhecido como Adivinha o Quanto Eu Gosto de Ti: As Aventuras do Lebrinha Cor de Mel) é uma série de animação infantil baseada no livro com o mesmo nome escrito por Sam McBratney.
A primeira temporada foi co-produzida pela SLR Productions e Scrawl Studios para a KI.KA e Hessischer Rundfunk, em associação com a TVOKids, Knowledge Kids, YLE e SVTB e com a participação da TFO, HR1, ABC Television e The Walt Disney Company Australia, e distribuída pela CCI Entertainment até que a 9 Story Media Group adquiriu a biblioteca infantil e familiar da CCI em 2013.
A segunda temporada foi, ao invés disso, uma co-produção com a SLR Productions, 9 Story Media Group, KiKa e Hessischer Rundfunk, em associação com a HR1 e a Australian Broadcasting Corporation
O género da série é principalmente fantasia, aventura, com alguma comédia, emoção, drama e um pouco de história, além do tom maioritariamente humorístico.

## Enredo
Adivinha o Quanto Eu Gosto de Ti é uma série encantadora que explora o amor entre pais e filhos. Baseada nos livros escritos por Sam McBratney e ilustrados por Anita Jeram, a série leva-nos a uma viagem emocional através dos olhos da Lebrinha Cor de Mel e do Lebrão Cor de Mel.
Ambos vivem em um mundo idílico, repleto de campos relvados, florestas musgosas, rios preguiçosos e vales verdes ensolarados. É um lugar onde a natureza floresce em toda a sua glória, com borboletas a dançar no ar e flores desabrochando em cores vibrantes.
A Lebrinha Cor de Mel, sempre pronta para brincar e rir, passa os seus dias a explorar este mundo maravilhoso com uma curiosidade contagiante. O sempre paciente Lebrão Cor de Mel, por sua vez, guia amorosamente o filho em viagens de descoberta, ajudando-o a apreciar as alegrias que a natureza tem para oferecer.
Juntam-se a eles nas suas aventuras um divertido ratinho do campo e um esquilo pequeno e muitas vezes mau. Não muito longe, eles podem encontrar uma raposa complicada ou uma coruja com histórias altas de mistério e magia. Juntos, eles exploram os prados, florestas e rios, criando memórias inesquecíveis.
Adivinha o Quanto Eu Gosto de Ti é uma celebração do amor incondicional entre pais e filhos, apresentado através de histórias envolventes e personagens memoráveis.

## Dobragem Portuguesa
| Personagem          | Voz              |
| ------------------- | ---------------- |
| Lebrinha Cor de Mel | Carla García     |
| Lebrão Cor de Mel   | Romeu Vala       |
| Ratinho do Campo    | Ana Vieira       |
| Raposinha Vermelha  | Bárbara Lourenço |
| Corujinha Branca    | Bárbara Lourenço |
| Esquilinho Cizento  | Helena Montez    |
| Ave Azul            | Helena Montez    |
| Narrador            | Ermelinda Duarte |
| Tema de abertura    | Carla García     |
| Estúdio             | RTP              |